# Northrop Grumman B-21 Raider
Northrop Grumman B-21 Raider er et amerikansk tungt bombefly, der er under udvikling af Northrop Grumman for United States Air Force. Udviklingen af B-21 er en del af det amerikanske "Long Range Strike Bomber program" (LRS-B) og målet er udvikling af et avanceret, langtrækkende interkontinentalt bombefly med stealthegenskaber og med evne til at medføre større mængder konventionelle eller termonukleare våben.
Pr. 2021 er det forventet, at B-21 vil kunne indsættes i tjeneste i 2026–27. Det er planen, at B-21 skal komplementere de eksisterende Rockwell B-1 Lancer, Northrop Grumman B-2 Spirit, og Boeing B-52 Stratofortress bombefly, der i dag indgår i den amerikanske flåde af bombefly, og på sigt erstatte disse.